# آماندا پارک (واشینگتن)
آماندا پارک (به انگلیسی: Amanda Park) یک منطقهٔ مسکونی در ایالات متحده آمریکا است که در واشینگتن واقع شده‌است. آماندا پارک ۲۲٫۰ کیلومتر مربع مساحت و ۲۵۲ نفر جمعیت دارد و ۶۶٫۷۵ متر بالاتر از سطح دریا واقع شده‌است.